# روبرت كليفت
روبرت كليفت (بالإنجليزية: Robert Clift)‏ هو لاعب هوكي الحقل بريطاني، ولد في 1 أغسطس 1962 في نيوبورت في المملكة المتحدة.

## وصلات خارجية
- روبرت كليفت على موقع اللجنة الأولمبية الدولية (الإنجليزية)
- روبرت كليفت على موقع أوليمبيديا (الإنجليزية)
- روبرت كليفت على موقع اللجنة الأولمبية البريطانية (الإنجليزية)